# 米拉·里卡迪尔
米拉·里卡迪尔（娘家姓：Baratta，1960年7月5日—）是一位美国女商人和政治人物，2018年5月至11月任美国副国家安全顾问，此后进入一家澳洲證券交易所上市公司Titomic。